# Мадарски конник
Ма̀дарският конник е средновековен барелеф, изсечен на отвесна скала близо до днешното село Ма̀дара в Североизточна България. Това е единствен по вида си релеф в Европа от периода на ранното средновековие и е обявен от ЮНЕСКО за паметник на световното културно наследство.

## Обща характеристика

### Местонахождение
Мадарският конник е основен символ на обхващащия серия обекти с религиозно, културно и военно предназначение Национален историко-археологически резерват „Ма̀дара“. Той се намира близо до едноименното село, на 18,2 km от Шумен, но в по-голямата си част се разполага на територията на община Каспичан. В близост се намират и археологическите резервати на средновековните български столици Плиска и Преслав.

### Описание
Мадарският конник е открит за съвременната наука и описан за първи път през 1872 г. от Феликс Каниц. Подробното изучаване на релефа изисква скеле, каквото е издигано през 1895, 1905 и 1954 г. През 1905 г. е изготвена гипсова отливка на релефа. Този исторически паметник представлява скален релеф (барелеф), изсечен през VІІІ в. сл. Хр. върху отвесна скала на височина от 23 m. Стръмни стъпала вляво от него водят до Ма̀дарското плато. Размерите на изображението са 2,6 m във височина и 3,1 m ширина в основата. Изобразява конник, лъв, куче, орел и надписи на гръцки език. Конникът е в ход надясно, в близка до естествената големина и с връхна дреха до коленете. С лявата си ръка държи юздите на коня, който е възседнал, а с дясната ръка хвърля късо копие върху поваления под предните крака на коня лъв. Зад гърба на конника личи високо облегало на седло от източен кавказки тип. Десният крак на ездача е пъхнат в стреме, а на гърба си конникът носи калъф за лък. Върху забитото в лъва копие личи знаменце, а зад коня има тичащо ловно куче. Отдясно, над нивото на главата на коня, е изобразен орел с разперени криле. Композицията, символизираща победа над врага, напомня триумфалните сцени в релефната пластика на иранския изток и античните художествени традиции на тракийски конник.

### Произход
Релефът представлява триумфиращ владетел и днес най-широко се възприема като символ на мощта на Първата българска държава. Детайлите определят датировката и подкрепят най-признатата теза за прабългарския произход на релефа, свързваща изображението с хан/кан Тервел (701 – 721 г.). Околните надписи са на гръцки език и съобщават за политически и културни събития във взаимоотношенията между България и Византия от 705 година през целия период VIII – IX в., като се споменават директно или с отправки владетелите Тервел, Юстиниан II, Кормисош и Омуртаг. Според Ф. И. Успенски Мадарският релеф е „най-древен и интригуващ старобългарски паметник“ и, въпреки че го определя като „изключително уникален“, то според руския учен в Равена има подобен паметник с релефно изображение на конник.
Барелефът е свързан със създадения от Омуртаг голям култов комплекс на терасата под скалите, включващ светилище, капища, дворцови и жилищни сгради, и други постройки. В подножието на скалите има голяма пещера, наречена „Пещерата на нимфите“, където в древността траките са почитали своите божества. В резервата са открити праисторически култови фигурки и оброчни плочки, посветени на Трите нимфи, на Зевс, Херакъл, Дионис, Кибела, на тракийския конник-герой Херос и други. Възможно е Мадарският конник да е паметник с много по-древен произход и да е претърпявал съответно адаптиране за нови цели през по-късните културни периоди. В полза на това съждение са и петрологичните изследвания, според които лъвът в релефа е направен по-рано от кучето, а конят е преправян във времето. Според Рашо Рашев може да се приеме, че „се касае за обобщен образ на обожествен владетел, който в съзнанието на съвременника се е преплитал с чертите на образ от ранносредновековния епос“.

### Надписи
Около фигурата на конника са издълбани надписи на гръцки език с важни сведения за българската история. Професор Веселин Бешевлиев предполага, че надписът може да „стои във връзка с името Аспарух“. Интересен и важен е надписът на Омуртаг, открит при езическото светилище в подножието на Мадарския конник: единствено в него е съхранено директно споменаване за върховния бог на прабългарите Тангра (почитан сред всички тюркски народи и племена през епохата на ранното средновековие под името Тенгри).

## Значение и международно признание
Мадарският конник е единственият скален релеф в Европа от Ранното средновековие. През 1979 г., на сесията на Комитета за световно културно и историческо наследство на ЮНЕСКО, състояла се в Луксор, Мадарският конник е включен в Списъка на световното културно и природно наследство на ЮНЕСКО. Като част от историко-археологическия резерват, паметникът е сред Стоте национални туристически обекта на БТС. На 29 юни 2008 г., след проведена национална анкета, Мадарският конник е обявен за глобален символ на България. 

## Туризъм
Археологическият резерват е с лятно работно време от 8:00 – 19:00 ч. и със зимно работно време от 8:00 – 16:00 ч. До площадката под барелефа се стига по близо 100-метрово стълбище. На туристическия обект се поставя печат, удостоверяващ посещението, съхраняван в хижа „Мадарски конник“.

## Други
На Мадарския конник е наречена улица в квартал „Подуяне“ в София (Карта).